# Hymenaphorura polonica
Hymenaphorura polonica är en urinsektsart som beskrevs av Romuald J. Pomorski 1990. Hymenaphorura polonica ingår i släktet Hymenaphorura, och familjen blekhoppstjärtar. Arten är reproducerande i Sverige.